# Torborg Nedreaas
Torborg Nedraas (ur. 13 listopada 1906 w Bergen – 30 czerwca 1987 w Nesodden) – pisarka norweska.
Z wykształcenia nauczycielka muzyki. Debiutowała w 1945 zbiorem nowel „Bak skapet star oksen”. Pisała powieści, opowiadania, scenariusze telewizyjne i słuchowiska radiowe. Tematami jej utworów są losy mieszkańców Norwegii podczas II wojny światowej oraz konflikty społeczne w latach przed- i powojennych. Jej książki były kilkakrotnie nagradzane m.in. Nagrodą Norweskich Krytyków Literackich, a w 1972 r. została nominowana do Nagrody Literackiej Rady Nordyckiej.

## Twórczość
- Bak skapet star oksen – zbiór opowiadań i nowel (1945)
- Før det ringer tredje gang – zbiór opowiadań i nowel (1945)
- Av måneskinn grov det ingeting – powieść (1947)
- Trylleglasset – zbiór opowiadań i nowel (1950)
- De varme hendene – zbiór opowiadań i nowel (1952)
- Den siste polka – zbiór opowiadań i nowel (1953)
- Musikk fra et blå brønn – powieść (1960), wyd. pol. Muzyka niebieskiej studni, Poznań 1968.
- Ytringer i det blå – kåserier (1967)
- Ved neste nymåne – powieść (1971), wyd. pol. Z przyszłym nowiem, przeł. Andrzej M. Kołaczkowski, Poznań 1975
- Det dumme hjertet – dramat (1978)
- Vintervår – eseje (1982)
- Gjennom et prisme – zbiór tekstów (1983)
- Noveller – og noen essays – opowiadania i nowele (wyd. 1995)

Na język polski przełożono też opowiadanie „Czas wygasłych świateł” (Blendingstider), opublikowane w antologii „Tam, gdzie fiordy. Antologia opowiadań i nowel norweskich, pod red. J. Giebułtowicza, Poznań 1970.